# آيت عمو اوعلي (سيدي الغندور)
آيت عمو اوعلي هي إحدى مشيخات المملكة المغربية، تتبع جغرافيا لإقليم الخميسات وإداريًا لسيدي الغندور. يقدر عدد سكانها بـ 1488 نسمة حسب الإحصاء الرسمي للسكان والسكنى لسنة 2004.